# La Sagesse de la pieuvre
Pour plus de détails, voir Fiche technique et Distribution.
La Sagesse de la pieuvre (My Octopus Teacher) est un film documentaire sud-africain réalisé par Pippa Ehrlich et James Reed, sorti en 2020 sur Netflix. Il met en vedette Craig Foster (en), qui a également produit le film. Le film nous montre une année que Foster a passée avec une pieuvre sauvage, qu'il a suivie pendant la majeure partie de sa vie.
Il a fallu 10 ans pour réaliser La Sagesse de la pieuvre, produit par Ellen Windemith en partenariat avec Sea Change Project, Off The Fence et ZDF Enterprises. Les images subaquatiques ont été tournées par le caméraman Roger Horrocks,.

## Synopsis
Le film montre comment, en 2010, Foster a commencé la plongée en apnée dans une forêt de kelp sous-marine à la pointe de l'Afrique du Sud. Il a commencé à filmer ses expériences et, avec le temps, une jeune pieuvre curieuse a attiré son attention. En visitant sa tanière et en suivant ses déplacements tous les jours et pendant des mois, il a gagné la confiance de l'animal. Dans le film, Foster décrit l'impact de sa relation avec la pieuvre sur sa vie,.
Un passage du film montre la pieuvre se défendant contre des requins pyjama. Dans une attaque, la pieuvre perd un bras. Elle se retire alors dans sa tanière le temps de guérir et de régénérer le bras perdu. Plus tard, après s'être accouplée et avoir produit un grand nombre d'œufs, la pieuvre meurt,.
Enfin Foster nous fait part de ce que cette expérience avec le poulpe lui a amené dans sa relation avec son fils et son apprentissage en tant que plongeur et étudiant de la vie marine.

## Fiche technique
- Titre original : My Octopus Teacher (littéralement « Ma professeure pieuvre »)
- Titre français : La Sagesse de la pieuvre
- Réalisation et scénario : Pippa Ehrlich et James Reed
- Musique : Kevin Smuts
- Photographie : Roger Horrocks
- Montage : Pippa Ehrlich et Dan Schwalm
- Production : Craig Foster
- Société de production : Netflix, en association avec Off The Fence et The Sea Change Project
- Société de distribution : Netflix
- Pays d'origine :  Afrique du Sud
- Langue originale : anglais
- Format : couleurs - 1,78:1 - Dolby Digital
- Genre : documentaire
- Durée : 85 minutes
- Dates de sortie :
  - Pologne : 4 septembre 2020 (première mondiale au festival Docs Against Gravity)
  - Monde : 7 septembre 2020 (Netflix)

## Distribution
- Craig Foster : lui-même (VF : Bernard Lanneau)

## Sortie
La Sagesse de la pieuvre est sorti mondialement le 7 septembre 2020 sur Netflix.

## Distinction
- Oscars 2021 : Meilleur film documentaire